# Seznam starostů Nového Jičína
Toto je seznam starostů města Nový Jičín (včetně jiných nejvyšších představitelů tohoto města v jiných historických obdobích, jako předsedové MNV a MěNV).

## Seznam purkmistrů Nového Jičína před rokem 1850
- 1382 – Mikuláš Fulneker
- 1401 – Petr Histrheld
- 1520–1522 – Jiří Kunc
- 1567, 1568, 1578, 1581, 1583, 1587, 1588, 1591 a 1595 – Ondřej Řepa z Greiffensdorfu
- 1609, 1615, 1619–1621 – Eliáš Řepa z Greiffensdorfu
- 1730–1739 – August Josef Leger
- Mathias Proksch (1846–1850)

## Seznam starostů Nového Jičína v letech 1850–1919
- Josef Tempele (1850–1855)
- Johann Faschank (1855–1857)
- Adolf Kamprath (1857–1867)
- Adolf Kaul (1867–1870)
- Adolf Kaul (1867–1870)
- Emil Kober (1870–1873)
- Heinrich Preisenhammer (1873–1879)
- Hugo Fux (1879–1899)
- Heinrich Preisenhammer (1899–1900)
- Florian Schimann (1900–1901)
- Wilhelm Gromann (1901–1905)
- Ferdinand Czeiczner (1905–1908)
- Jakob Ulrich (1908–1912)
- Franz Xavier Josef Bank (1912–1913)
- Heinrich Czeike mladší (1913–1919)

## Seznam starostů Nového Jičína v letech 1919–1945
- Narzis Kamler (1919–1923)
- Ernst Schollich (1923–1933)
- Paul Ziegler (1933–1938)
- Ernst Schollich (1938–1945)

## Seznam předsedů MNV a MěNV Nového Jičína v letech 1945–1990
- Václav Trnavský (1945–1945)
- František Štec (1945–1945)
- Karel Dobeš (1945–1945)
- Jan Opluštil (1945–1945)
- Oldřich Kresta (1945–1946)
- Klaudius Bechný (1946–1949)
- Jaroslav Berka (1949–1950)
- Vladimír Horák (1950–1953)
- Václav Pavelka (1953–1957)
- Vladimír Horák (1957–1965)
- Antonín Pavlín (1970–1971)
- Václav Pavelka (1971–1981)
- Karel Dobeš (1981–1990)

## Seznam starostů Nového Jičína po roce 1990
- Ladislav Gróf (1990–1994), KSČ - OF
- Pavel Wessely (1994–2002), KDU-ČSL
- Ivan Týle (2002–2010), ODS
- Břetislav Gelnar (2010–2012), ČSSD
- Jaroslav Dvořák (2012-2018), ČSSD[1]
- Stanislav Kopecký (2018-2026), ANO 2011